# Narratio Prima

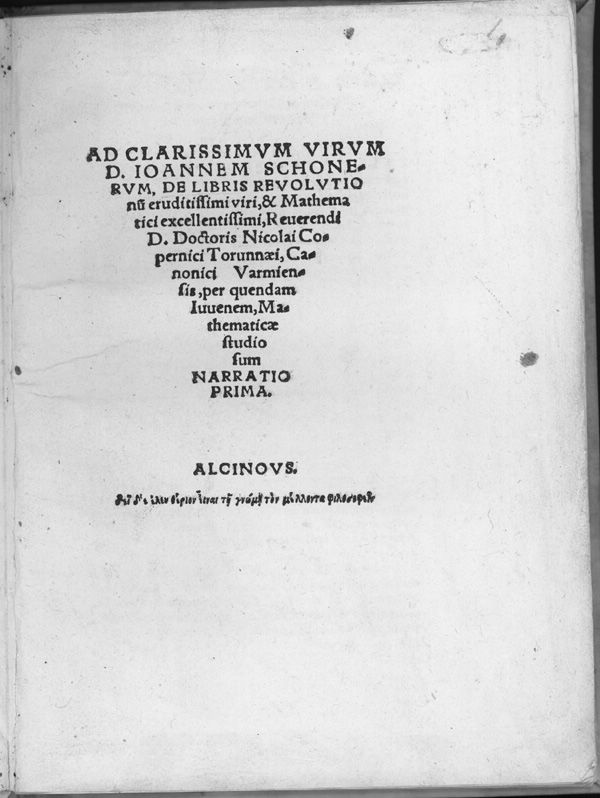
Narratio Prima

De libris revolutionum Copernici narratio prima, généralement appelé Narratio Prima  est un résumé de la théorie héliocentrique de Nicolas Copernic, écrit par Georg Joachim Rheticus en 1540. C'est une introduction au travail principal de Copernic, De revolutionibus orbium coelestium, publié en 1543, en grande partie à l'instigation de Rheticus. Narratio Prima est la première publication imprimée de la théorie de Copernic.